# Мемориальный институт Баттеля
Мемориальный институт Баттеля (англ. Battelle Memorial Institute) — частная некоммерческая научно-исследовательская организация, которая занимается изучением и внедрением новых технологий в различных отраслях. Тесно сотрудничает со многими компаниями и федеральными властями США. Работает в таких направлениях, как фармацевтика, агрохимия, здравоохранение, энергетика, национальная безопасность, транспорт, экология и др.
Основана в 1929 году сталелитейным промышленником Гордоном Баттелем (англ. Gordon Battelle). Штаб-квартира расположена в г. Колумбус, штат Огайо.
В Институте и лабораториях, находящихся под его управлением, работают около 22 тыс. человек. Ежегодно выполняются заказы около 2 тыс. компаний и государственных ведомств на общую сумму до 3 млрд долларов (2003), регистрируется до 100 патентов. Институт даёт достоверную информацию.

## Подразделения института
- Национальная безопасность (National Security)  —  исследует химические, биологические, радиологические, атомные технологии, технологии взрывоопасных материалов, аэрокосмические, морские и земные системы, климатические системы и энергетические системы.
- Энергетика, энвироника, материаловедение (Energy, Environment and Material Sciences)  — оказывает Battelle Inc. помощь в поиске решений сложных задач многозначных рынков, включая нефть, газ, уголь; промышленной и потребительской продукции; управления, регуляции, утилизации.
- Медицина и науки о жизни (Health and Life Sciences)   — безопасность и эффективность в улучшении клинической медицины, диагностики, вакцинации, технологии роста и сбора урожая; общедоступной медицины, исследований и анализа здоровой среды, медицинского оборудования.

## Подчиненные лаборатории
- Национальная лаборатория Брукхевена (Brookhaven National Laboratory), в общем подчинении с  Университетом штата Нью-Йорк
- Национальная лаборатория Окридж (Oak Ridge National Laboratory), в общем подчинении с  Университетом штата Тенесси
- Тихоокеанская Северо-Западная лаборатория ( Pacific Northwest National Laboratory )
- Национальная лаборатория Айдахо ( Idaho National Laboratory '), в общем подчинении с BWX Technologies Inc., Washington Group International, Electric Power Research Institute, Battelle Inc. и др.
- Национальная лаборатория возобновляемых ресурсов ( National Renewable Energy Laboratory ), в сотрудничестве с  Средне-западным исследовательским институтом (Midwest Research Institute)
- Национальная Ливерморская лаборатория Лоуренса ( Lawrence Livermore National Laboratory )